# 포즈난군

비엘코폴스카주 지도에 표시된 포즈난군의 위치

포즈난군(폴란드어: powiat poznański)은 폴란드 비엘코폴스카주에 위치한 군으로 면적은 1,899.61km2, 인구는 403,417명(2020년 기준)이다. 군청 소재지는 포즈난이지만 포즈난군에 속하지 않고 별도의 도시군으로 존재한다.
북쪽으로는 오보르니키군, 봉그로비에츠군, 동쪽으로는 그니에즈노군, 브제시니아군, 남동쪽으로는 시로다군, 남쪽으로는 시렘군, 코시치안군, 서쪽으로는 그로지스크군, 노비토미실군, 북서쪽으로는 샤모투위군과 접한다. 17개 지방 자치체(2개 도시, 8개 도시형 농촌, 7개 농촌)를 관할한다.

군기
군 문장